# Этнический стереотип

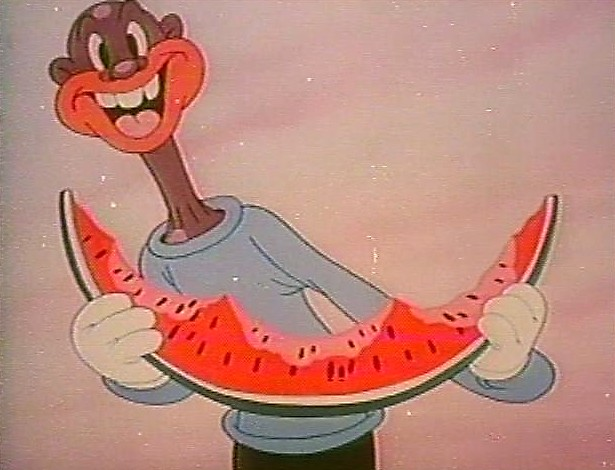
Кадр из короткометражного мультфильма «Scrub Me Mama with a Boogie Beat», изображающий стереотипного негра, поедающего арбуз

Этнические стереотипы (этностереотипы), или национальные стереотипы, — исторически сложившиеся внешние (гетеростереотипы) или собственные (автостереотипы) представления о складе ума, менталитете и стандартном поведении представителей того или иного этноса. Национальные стереотипы обычно отличаются упрощённостью, односторонностью, а нередко и искажённостью. Источником национальных стереотипов часто являются исторически сложившиеся предубеждения. Автостереотипы, относящиеся к самохарактеристике нации, нередко носят комплиментарный характер. Главное содержание и внутренняя цель подобного стереотипа — отделить «своих» от «чужих».
В качестве национальных, этнических стереотипов ряд исследователей рассматривает предполагаемые черты национального характера. Работы, в которых стереотипы рассматриваются как реально существующие качества, могут считаться псевдонаучными.

## Описание явления
Этностереотипы описывают членов этнических групп, приписываются им или ассоциируются с ними. В обыденном сознании и в средствах массовой коммуникации об этнических стереотипах весьма распространено мнение как о исключительно отрицательном феномене. Во многом это связано с тем, что в мировой науке чаще всего изучались негативные стереотипы подвергавшихся дискриминации этнических меньшинств. Однако стереотип бывает как отрицательным, так и положительным, поэтому необходимо разграничивать стереотипы и предрассудки, которые бывают только негативными.
Содержание этнических стереотипов определяется тремя группами факторов:
- специфичностью этнической группы — особенностями, закрепленными в культуре и общественном сознании, выработанными в ходе общественно-исторического развития;
- социально-политическими и экономическими условиями развития этнической группы и особенностями взаимодействия между ними;
- длительностью и глубиной исторических контактов с другими этносами.

Этнические стереотипы могут быть двух видов — автостереотипы (описание собственного этноса) и гетеростереотипы (описание другого, не своего, этноса).
Для автостереотипов характерно стремление внести в их содержание идеалы собственного этноса, поддержание наиболее самобытных качеств национального характера.
Для гетеростереотипов характерна склонность к антропостереоретипам, то есть обусловленности стереотипа внешним обликом индивида. В гетеростереотипах, на уровне обыденного сознания, внешний облик представителя соответствующего этноса связывают с определенными психическими чертами. На основе этнических стереотипов возникают соответствующие типы поведения и общения между представителями разных этносов.
На основе стереотипов формируется этнический образ — форма описания этноса, в которой выделяются наиболее значимые и типичные свойства, и которые основываются на чувственном восприятии своего или чужого этноса. Этнический образ служит эталоном, в соответствии с которым человек мотивирует своё собственное поведение и ожидание его от других людей.
Этнический образ, основанный на автостереотипах, может значительно отличаться от этнического образа, основанного на гетеростереотипах.
Этнический образ, как основанный на автостереотипе, так и на гетеростереотипе, является обобщенной характеристикой и может не совпадать с индивидуальными характеристиками отдельных членов этноса.

## Значение в культуре и коммуникации
Национальные стереотипы могут становится источником как достаточно безобидных культурных явлений, таких как анекдоты (к примеру, анекдоты про хохлов и москалей), или реклама, так и для разжигания межнациональной розни. Выражением многих национальных стереотипов могут служить пословицы, такие как «Незваный гость хуже татарина» или, высказывания, ставшие афоризмами, к примеру «Немцы, как никакая другая нация, сочетает в себе качества образцового воина и образцового раба» (Уинстон Черчилль).
С одной стороны национальный стереотип, являясь формой генерализации, обобщения человеческого опыта, при налаживании общения между представителями различных национальностей может служить своего рода подсказкой, облегчающей нахождение взаимопонимания. Однако такое обобщение может выделять и несущественные признаки, исходя из внешней эффектности. Такие стереотипы становятся помехой межкультурному общению.
Национальный стереотип является разновидностью социального стереотипа, и по своей структуре и функциям близок к социальной установке.